# Кам, Сёрен
Сёрен Кам (2 ноября 1921 — 23 марта 2015) — датский командир в Ваффен-СС в нацистской Германии во время Второй мировой войны. Находился в розыске за убийства в Дании и был зачислен центром Симона Визенталя в список самых разыскиваемых нацистских преступников.

## Ранние годы
Кам родился 2 ноября 1921 года в Копенгагене, Дания. Он был вторым из шести детей агента Расмуса Хансена Кама (род. 1891 в Аунслеве, Фюн) и жены Ингер урождённой Хермансен (род. 1897 году в Копенгагене)
Молодой Кам был членом молодёжной фракции ДНСАП (НСУ), где он был близким соратником Кристиана Фредерика фон Шальбурга, одним из его так называемых «кровников» — самых первых молодых нацистов из копенгагенского отделения НСУ. В 1939 Кам вступил в армию Леви в Копенгагене с именем Сёрен Кам.
Кам вступил в ряды СС в июне 1940 года и служил в 5-й танковой дивизии СС «Викинг» на Восточном фронте. Он был переведён в школу СС «Junkerschule Bad Tölz» и был назначен унтерштурмфюрером СС.
Семья Кама осталась жить на вилле после того, как он съехал, до тех пор, пока его отец не продал её в 1947 году. В том же году старший брат Кама убрал его телефон из телефонной книги, а два года спустя его отец сделал то же самое.
С 1 мая по 2 сентября 1943 года Кам возглавлял школу в Хёвельтегаарде, ответственную за обучение новых членов добровольческого корпуса СС «Шальбург». Первые шесть недель обучал 50—70 призывников.
По словам Эфраима Зуроффа из центра Симона Визенталя, в августе 1943 года Кам участвовал в качестве солдата Ваффен-СС в ограблении, в ходе которого были украдены записи о рождении детей еврейской общины в Дании. Тем самым он гарантировал, что немецкое досье на датских евреев было как можно более полным, в рамках подготовки к попытке арестовать и депортировать их в октябре этого года. Сёрен Кам отрицал это обвинение вплоть до своей смерти в 2015 году.